# Dunkerque-Klasse
Die Dunkerque-Klasse war eine Klasse von Großkampfschiffen der französischen Marine. Ihr gehörten mit der Dunkerque und der Strasbourg nur zwei Schiffe an, die in den 1930er-Jahren entwickelt und gebaut wurden. Die ersten Entwurfskizzen wurden bereits 1926 gefertigt. Ihr Bau war Teil der umfassenden Modernisierungsanstrengungen der französischen Marine nach dem Ersten Weltkrieg.
Mit einer Standardverdrängung um 27.000 Tonnen für ihre Zeit eher kleine Schlachtschiffe, waren sie beim Ausbruch des Zweiten Weltkriegs aber die einzigen modernen Schlachtschiffe Frankreichs. Auf Grund des Kriegsverlaufs kamen sie kaum zum Einsatz. Sie waren in den Angriff der britischen Flotte auf Mers-el-Kébir verwickelt, bei dem die Dunkerque schwer beschädigt wurde. Beide Schiffe wurden von ihrer Besatzung 1942 selbst versenkt.

## Konstruktion
Nach dem Ersten Weltkrieg waren die französischen Schlachtschiffe wie der Rest der französischen Flotte stark veraltet. Frankreich hatte daher – ebenso wie Italien, dessen Schlachtflotte in einem vergleichbaren Zustand war – im Washingtoner Flottenabkommen das Recht zugesprochen bekommen, in den Jahren 1927 und 1929 je ein Schiff von maximal 35.500 Tonnen Standardverdrängung auf Kiel zu legen.
Die französische Flotte war jedoch nicht vom Nutzen derart großer Schiffe überzeugt; außerdem fehlte die für den Bau nötige Infrastruktur. Frankreich behielt sich deshalb das Recht vor, die ihr zugestandenen 71.100 t für mehr als zwei Schiffe zu nutzen. 1926 forderte der Generalstabschef der Marine, Admiral Henri Salaun, einen neuen Entwurf für ein einen Schlachtkreuzer mit einer Verdrängung von 17.800 t, acht 305-mm-Geschützen und einer Geschwindigkeit von 35 kn, um dem Bau der italienischen Trento-Klasse zu begegnen.
Die französische Marine hatte jedoch Zweifel an diesem Konzept. Die Schiffe hätten einen Teil der gemäß Washingtoner Flottenabkommen zur Verfügung stehenden Schlachtschiff-Tonnage in Anspruch genommen, wären aber echten Schlachtschiffen unterlegen gewesen. Außerdem war noch nicht klar, ob und wie die italienische Marine ihre Schlachtflotte ersetzen wollte. Die französische Marine unternahm deshalb weitere Entwurfsstudien, bei der die Standardverdrängung jeweils ein ganzzahliger Teiler der in Washington vereinbarten Gesamttonnage von 177.808 t sein sollte.
Im Dezember 1928 wurden die Charakteristika der Deutschland-Klasse bekannt. Die Notwendigkeit, die neuen Schiffe gegen deren 28-cm-Geschütze zu panzern, schlossen einen Entwurf von 17.780 t endgültig aus den Überlegungen aus. Studien über einen Entwurf von 23.707 t führten schließlich zu einem 26.925-t-Entwurf, der die Basis für die Dunkerque-Klasse bilden sollte. Das Kaliber der Hauptbewaffnung war darin von 305 mm auf 330 mm gesteigert und die Panzerung so verstärkt worden, so dass sie nicht nur Schutz gegen die 28-cm-Granaten der Deutschland-Klasse, sondern auch gegen die 305-mm-Granaten der bis dahin noch nicht modernisierten italienischen Schlachtschiffe bot. Der Bau der Dunkerque-Klasse führte dazu, dass die Reichs- bzw. Kriegsmarine die Deutschland-Klasse nicht weiterführte und die Scharnhorst-Klasse baute.

## Technik

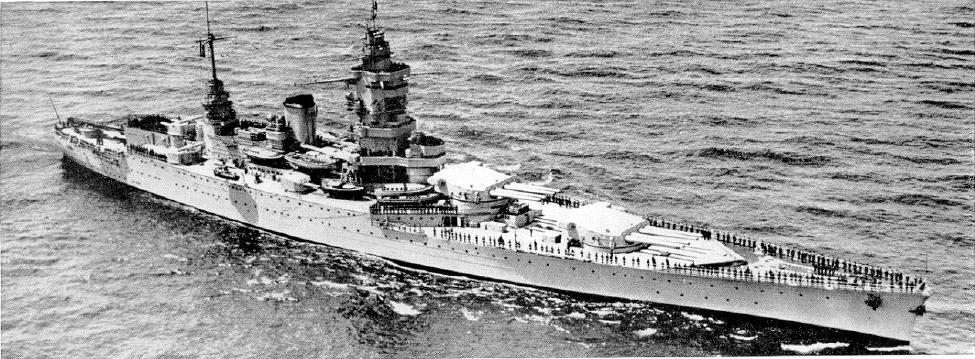
Dunkerque

Die Schiffe hatten eine Gesamtlänge von 215 m und eine Länge zwischen den Loten von 209 m. Die Breite betrug 31 m und der Tiefgang 9 m. Die Verdrängung lag zwischen 26.925 t und 36.069 t.

### Antrieb
Die Schiffe der Klasse waren mit vier Parsonsturbinen ausgestattet, die jeweils eine Welle antrieben und insgesamt 107.000 WPS (78.698 kW) entwickelten, mit der sie eine Höchstgeschwindigkeit von 29,5 Knoten (55 km/h) erreichten. Der Dampf wurde von sechs ölbefeuerten Indret-Wasserrohrkesseln mit einer Temperatur von 350 °C und einem Arbeitsdruck von 26,4 bar geliefert. Die Schiffe konnten maximal 4.978 t Heizöl mitführen, was ihnen bei 15 Knoten (28 km/h) eine Reichweite von 7.850 Seemeilen (14.540 km) ermöglichte. Die Antriebsanlage war nach dem Kraftwerk- oder Einheitenprinzip in sich hintereinander abwechselnden Kessel- und Maschinenräumen untergebracht. Der vordere Kesselraum beherbergte zwei Kessel, dahinter lag der Maschinenraum mit den Turbinen für die Außenwellen. Es folgten zwei weitere Kesselräume mit den vier übrigen Kesseln und schließlich der achtere Maschinenraum mit den Turbinen für die Innenwellen. Bei Testfahrten erreichten die Schiffe mit etwa 115.000 WPS Geschwindigkeiten von etwas über 30 kn. Durch Forcierung der Antriebsanlage wurden bei den Abnahmetests für zwei Stunden Leistungen von über 135.000 Shp und Geschwindigkeiten um 31 kn erreicht. Als Hauptstromquelle waren in jedem der beiden Maschinenräume zwei Turbogeneratoren mit je 900 kW sowie drei Dieselgeneratoren mit je 400 kW Leistung. Außerdem standen zwei dieselgetriebene Notstromaggregate mit einer Leistung von je 100 kW zur Verfügung.

### Bewaffnung

#### Hauptbewaffnung

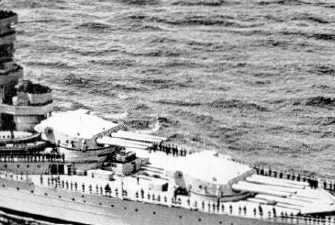
Türme der Hauptartillerie (Dunkerque)

Die Hauptbewaffnung bestand aus acht 330-mm-Geschützen in zwei Vierfachgeschütztürmen vor den Aufbauten. Die 16.645 mm langen Geschützrohre hatten einen Seitenrichtbereich von maximal 300 Grad. Die Kanonen selbst wogen 7.535 t und hatten bei einer maximalen Elevation von 35° und einer Mündungsgeschwindigkeit von 870 m/s eine Reichweite von 41.700 m. Sie verschossen 570 kg schwere panzerbrechende Granaten mit einer Kadenz von 1,5 bis 2 Schuss pro Minute. Die seitliche Ausrichtung erfolgte durch zwei 101-PS-Motoren mit einer Drehgeschwindigkeit von 5 Grad pro Sekunde. Die Erhöhung und Absenkung der Rohre erfolgte durch zwei 76-PS-Motoren mit einer Geschwindigkeit von 6 Grad pro Sekunde.
| Typ            | Bezeichnung         | Projektil | Treibladung              | Sprengladung     |
| -------------- | ------------------- | --------- | ------------------------ | ---------------- |
| panzerbrechend | 330 mm OPf Mle 1935 | 570 kg    | 192 kg Lösungsmittelfrei | 20,3 kg Shellite |

#### Sekundärbewaffnung
Die Sekundärbewaffnung bestand aus sechzehn 130-mm-Kanonen in drei Vierfach- und zwei Doppellafetten mit einem Gewicht von 200 bzw. 81 Tonnen. Die Vierfachtürme befanden sich am Heck, einer auf der Mittelachse in den hinteren Aufbauten und die beiden anderen an Back und Steuerbord. Die Zwillingstürme befanden sich mittschiffs neben den Aufbauten. Die 5.899 mm langen Geschütze hatten einen Seitenrichtbereich von 175 bis 300 Grad. Die Kanonen selbst wogen 3,7 t und hatten bei einer Elevation von 45° und einer Mündungsgeschwindigkeit von 800 m/s eine Reichweite von 20.870 m. Die Geschütze konnten gegen Oberflächen- und Luftziele eingesetzt werden, weshalb die maximale Rohrerhöhung 75° betrug. Sie verschossen 53 kg schwere Granaten mit einer Kadenz von ca. 10 bis 15 Schuss pro Minute. Die seitliche Ausrichtung erfolgte durch einen 26-kW-Elektromotor mit einer Geschwindigkeit von 12 Grad pro Sekunde. Die Erhöhung und Absenkung der Rohre erfolgte durch einen 11-kW-Elektromotor mit einer Geschwindigkeit von 8 Grad pro Sekunde.
Die Geschütze verschossen Einheitsmunition. Es standen drei verschiedene Granaten zur Verfügung:
| Typ            | Bezeichnung   | Projektil | Treibladung             | Sprengladung |
| -------------- | ------------- | --------- | ----------------------- | ------------ |
| panzerbrechend | OPfK Mle 1933 | 32,1 kg   | 8, 76 kg Nitrocellulose | 1,6 kg       |
| hochexplosiv   | OEA Mle 1934  | 29,5 kg   | 8, 76 kg Nitrocellulose | 3,2 kg       |
| Leuchtgranate  | OEcl Mle 1934 | N/A       | N/A                     | N/A          |

#### Flugabwehr
Die Flugabwehr bestand aus acht bis zehn 37-mm-Geschützen in Zwillingslafetten sowie zweiunddreißig 13,2-mm-Maschinengewehren in Vierfachlafetten. Zwei der 37-mm-Lafetten befanden sich neben dem hinteren 330-mm-Geschützturm, die übrigen drei in den hinteren Aufbauten. Zwei der 13,2-mm-Lafetten befanden sich auf dem Oberdeck beiderseits des Kommandoturms, vier waren um das Oberdeck herum weiter achtern angeordnet, und die restlichen zwei befanden sich in den Aufbauten achtern.

#### Feuerleitung
Die Feuerleitung bestand aus fünf Feuerleitständen. Die Feuerleitstände für die Hauptbewaffnung befanden sich auf dem vorderen und hinteren Kommandoturm und waren mit einem 12-m-Entfernungsmesser bzw. einem 8-m-Entfernungsmesser ausgestattet. Die beiden Leitstände für die 130-mm-Geschütze waren mit 6-m- und 5-m-Entfernungsmessern ausgestattet und befanden sich jeweils über den Leitständen der Hauptbewaffnung. Die Feuerleitstände für die Flugabwehr befand sich ebenfalls auf dem Kommandoturm und war mit 1-m-Entfernungsmessern ausgestattet.

### Panzerschutz

Panzerschutzschema. Panzerstärken sind in Millimetern angeben. Rot kennzeichnet die vertikalen Panzerflächen, blau die horizontale Panzerung.

Die Schiffe der Dunkerque-Klasse hatten einen Panzerschutz nach dem Alles-oder-Nichts-Prinzip, bei dem lediglich die lebenswichtigsten Bereiche des Schiffs geschützt waren. Der Panzergürtel war um 11°30′ nach innen geneigt und erstreckte sich von dem vorderen 330-mm-Magazin bis zum 130-mm-Magazin achtern. Mittschiffs war er zwischen 225 und 283 mm dick und bildete mit 180 bis 228 mm dicken Querschotten die gepanzerte Zitadelle. Der Gürtel erstreckte sich von etwa 3,5 m über der Wasserlinie bis 2 m darunter. Das Hauptpanzerdeck war zwischen 115 mm und 125 mm dick. Seitlich schloss es mit den Oberkanten des Panzergürtels ab. Darunter befand sich ein 40 mm starkes Deck mit geneigten Seiten, die am äußeren Rand auf die Unterkanten des Panzergürtels und den hochgezogenen Doppelboden stießen. Die Geschütztürme der 330-mm-Kanonen waren mit 150 mm bis 360 mm dicker Panzerung geschützt. Die darunterliegenden Barbetten waren zwischen 310 mm und 340 mm dick und verjüngten sich unterhalb der Wasserlinie auf 50 mm. Die Panzerung der 130-mm-Geschütztürme war zwischen 80 und 135 mm und die der Barbetten 120 mm dick. Der Kommandoturm war rundherum mit 220 bis 270 mm gepanzert und hatte ein 150 mm dickes Dach.

#### Unterwasserschutz
Im Bereich der gepanzerten Zitadelle besaßen die Schiffe einen in den Rumpf integrierten Schutz gegen Torpedotreffer, der nach dem Sandwichprinzip aus einer Abfolge leerer und gefüllter Räume bestand. Der Doppelboden der Schiffe war bis zur Unterkante des Panzergürtels hochgezogen. Die Außenwand des Schiffs verlief von der Oberkante des Panzergürtels senkrecht nach unten und knickte dann nach innen ab, um im Bereich der Kimm auf den Doppelboden zu treffen. Auf diese Art lag zwischen Schiffswand und Doppelboden bzw. Panzergürtel ein bis zu 1,5 m tiefer Raum, der mit Ebonitschaum gefüllt war. Der Schaum sollte bei Unterwassertreffern Wassereinbrüche verhindern. Die Treibstoffbunker im 90 cm tiefen senkrechten Teil des Doppelbodens sollten im Kriegseinsatz leer bleiben, so dass hinter der Ebonitschicht ein Leerraum lag. Hinter dem Doppelboden schlossen sich ein 3,9 m tiefer Treibstoffbunker und ein 0,7 m tiefer Leerraum an. Abgeschlossen wurde das System von einem 30 mm starken Torpedoschott. Im Bereich der Munitionskammern war das Torpedoschott auf 40 mm bis 50 mm verstärkt, um die geringere Tiefe des Schutzsystems auszugleichen. Außerdem waren die Treibstoffbunker weniger tief und der Raum dahinter mit Ebonitschaum gefüllt. Seitlich der Munitionskammern des vordersten Turmes fehlten die Treibstoffbunker ganz. Der Boden der Magazine der Hauptartillerie und der achteren Magazine der Mittelartillerie waren vom Schiffsboden angehoben und zum Schutz gegen Minentreffer auf 30 mm verstärkt.

### Flugzeugeinrichtungen
Auf dem Achterdeck war ein 22 m langes Flugzeugkatapult angebracht, das bis zu 3,5 t schwere Flugzeuge in die Luft bringen konnte. Vor dem Katapult befand sich ein zweistöckiger Hangar mit einem Aufzug für zwei Flugzeuge. Es waren bis zu drei Flugboote vom Typ Loire 130 vorgesehen. Sie sollten durch das Schwimmer-Jagdflugzeug Loire 210 ersetzt oder ergänzt werden. Um die Wasserflugzeuge nach der Landung wieder an Bord nehmen zu können, war an der Backbordseite des Hangars ein Kran mit einer Tragkraft von 4,5 t eingebaut.

### Umbauten
Beide Schiffe erfuhren während ihres Lebenslaufs nur kleinere Umbauten. Die meisten davon betrafen die Vervollständigung und Umgruppierungen der leichten Flugabwehrkanonen. Beide Schiffe erhielten 1938 größere Schornsteinaufsätze.
Bei der Dunkerque wurde Anfang 1940 der Entfernungsmesser des Hauptfeuerleitstandes vorn durch ein 14-m-Modell ersetzt. Die Strasbourg erhielt Anfang 1942 ein Radargerät aus französischer Herstellung, dabei wurden ME-140-Sender und MR-126-Empfängereinheiten der Firma Sadir vor dem Brückenaufbau montiert. Sie deckten etwa 45° ab und sollten Ziele in bis zu 50 km Entfernung orten können.

## Die Schiffe der Klasse
|             | Bauwerft                              | Kiellegung        | Stapellauf        | Fertigstellung | Schicksal                                                            |
| ----------- | ------------------------------------- | ----------------- | ----------------- | -------------- | -------------------------------------------------------------------- |
| Dunkerque:  | Arsenal de Brest                      | 24. Dezember 1932 | 2. Oktober 1935   | 9. Juni 1938   | am 27. November 1942 selbst versenkt Wrack nach dem Krieg abgewrackt |
| Strasbourg: | Ateliers & Chantiers de Saint-Nazaire | 25. November 1934 | 12. Dezember 1936 | 6. April 1939  | am 27. November 1942 selbst versenkt Wrack nach dem Krieg abgewrackt |

Beide Schiffe wurden nach ihrer Indienststellung der Atlantikflotte zugeordnet. Zum Kriegsausbruch traten die Schiffe zur sogenannten Force de Raid. Diese aus hochmodernen Schiffen bestehende Einheit sollte die alliierten Handelsrouten schützen und deutsche Handelsstörer jagen. Außer den beiden Schlachtschiffen gehörten drei leichte Kreuzer der La-Galissonnière-Klasse und die sechs Großzerstörer der Le-Fantasque-Klasse zur Force de Raid. Die Schlachtschiffe operierten aber normalerweise nicht zusammen, sondern in Kooperation mit britischen Einheiten.
Im April 1940 wurden die Schiffe ins Mittelmeer verlegt und in Mers-el-Kébir stationiert. Ein geplanter Einsatz vor Norwegen kam nicht zustande, die Schiffe blieben wegen des bevorstehenden Kriegseintrittes Italiens im Mittelmeer.
Beide Schiffe waren während des britischen Angriffs auf Mers-el-Kébir am 3. Juli 1940 im Hafen. Die Strasbourg konnte nach Toulon entkommen, die Dunkerque wurde aber schwer beschädigt und erlitt über 200 Mann Verluste. Nach Reparaturen vor Ort wurde am 19. Februar 1942 auch sie nach Toulon verlegt. Dort wurden beide Schiffe am 27. November 1942 von ihren Mannschaften beim Einmarsch deutscher Truppen versenkt. In Absprache mit der deutschen Regierung barg die italienische Marine beide Schiffe. Eine Reparatur wurde als zu aufwändig erachtet, weshalb sie abgewrackt werden sollten. Die Strasbourg wurde am 18. August 1944 von amerikanischen Bombern erneut versenkt. Die Hulks wurden 1955 endgültig gestrichen und zum Abwracken verkauft.